# Teratoscincus roborowskii
Espèce
Teratoscincus roborowskii est une espèce de geckos de la famille des Sphaerodactylidae.

## Répartition
Cette espèce est endémique de la dépression de Tourfan dans la province du Xinjiang en République populaire de Chine.

## Description
C'est un gecko terrestre au corps assez massif, de couleur grise avec des points sombres (bruns ou noirs). Les écailles sont assez apparentes. La queue est massive.

## Étymologie
Cette espèce a été nommée en l'honneur du capitaine Vsevolod Ivanovitch Roborovski.

## Publication originale
- Bedriaga, 1906 "1905" : Verzeichnis der von der Central-Asiatischen Expedition unter Stabs-Kapitän W. Roborowski in den Jahren 1893-1895 gesammelten Reptilien. Annuaire Musée Zoologique de l'Académie Impériale des Sciences de St.-Pétersbourg, vol. 10, n. 3/4, p. 159-200